# Peugeot Oxia
El Peugeot Oxia es un prototipo de automóvil diseñado por el fabricante francés Peugeot y presentado en el Salón del Automóvil de París de 1988. El Oxia es un superdeportivo construido con tecnología puntera de la época. Su chasis es del tipo "nido de abeja" y la carrocería está construida en kevlar.
Tiene un motor V6 PRV de 2849 cm³ (2,8 L; 173,9 plg³) desarrollado en conjunto por Peugeot, Renault y Volvo y utilizado en otros modelos de la marca, pero con dos turbocompresores grandes, algo muy corriente en la década de los años 80.
Aunque es sólo un prototipo, es el coche más rápido de todos los creados por Peugeot, ya que el Oxia alcanzó y superó en un circuito cerrado los 350 km/h. Aún hoy se le puede considerar como uno de los vehículos más potentes y veloces de las últimas décadas, pues en potencia, par máximo y prestaciones supera a otros de su clase tales como: el Ferrari Enzo, Lamborghini Murciélago, Mercedes-Benz SLR McLaren y el Porsche Carrera GT.